# Јакуза (филм из 1974)
Јакуза  (енгл. The Yakuza) је америчко-јапански криминалистички филм снимљен 1974. године у режији Сидниja Полака. Протагонист, чији лик тумачи Роберт Мичам, је Хари Килмер, пензионисани детектив, кога пријатељ (чији лик тумачи Брајан Кит) пошаље у Јапан како би му пронашао несталу ћерку. Радња приказује како Килмер, који је у Јапану служио као војни полицајац за време Америчке окупације Јапана, брзо схвати како иза отмице стоје јакузе, те је приморан помоћ потражити од Кена Танаке (чији лик тумачи Кен Такакура), бившег јакузе и некадашњег непријатеља.

## Продукција филма
Сценарио за филм су написала браћа Леонард и Пол Шредер, те су га успели продати студију Ворнер Брос. за тада рекордну своту од 325.000 долара, а то је Полу Шредеру, коме је то био првенац, отворило врата за даљу каријеру и учинило једном од сценаристичких звезда тзв. Новог Холивуда. Сама продукција филма је била проблематична - оригинално је филм требало да режира Роберт Олдрич, а главну улогу да тумачи Ли Марвин, али је на крају у пројект ушао Мичам и својим инсистирањем, са сета отерао Олдрича. Филм је сниман на аутентичним локацијама у Јапану, те се Полак после жалио на различите проблеме од језичке баријере, преко креативних разлика, до тамошњих филмских пракси. Јакуза је након премијере добио углавном млаке критике, те је, упркос низу угледних имена испред и иза камере, постао један од опскурнијих наслова у њиховим филмографијама.

## Улоге
| Глумац:         | Улога:      |
| --------------- | ----------- |
| Роберт Мичам    | Хари Килмер |
| Кен Такакура    | Танака Кен  |
| Брајан Кит      | Џорџ Танер  |
| Херб Еделман    | Оливер Вит  |
| Ричард Џордан   | Дасти       |
| Кејко Киси      | Кејко       |
| Еиџу Окада      | Тоно        |
| Џејмс Шигета    | Горо        |
| Кјосуке Мачида  | Дзиро Като  |
| Кристина Кокубо | Ханако      |
| Еиџу Го         | Горо        |